# Juan Antonio Alonso Muñoyerro
Fue un médico pediatra español nacido en Trillo, provincia de Guadalajara en 1886 y fallecido en Madrid en 1971.
Ocupó la dirección de la inclusa de Madrid y contribuyó con su trabajo y sus publicaciones a la mejora de la situación del niño abandonado en España.
En la localidad de Navacerrada en la provincia de Madrid, hay un parque público que lleva su nombre.

## Biografía y trayectoria profesional
Estudió Medicina en Madrid licenciándose en 1909. Posteriormente ganó por oposición plaza en la Beneficencia Municipal de Madrid en 1915 y fue destinado a la Inclusa. En 1920 se hizo cargo de la dirección del centro realizando  una labor divulgativa en la prensa generalista y en foros profesionales denunciando el atraso estructural de la mayoría de las inclusas en España junto con los pediatras Bravo Frías y Rodríguez Pinilla. Para esta labor contaron también con otros médicos de la beneficencia provincial  de Madrid como Gregorio Marañón o Juan Madinaveitia.
En 1922 suprimió el torno de la inclusa lo que no impidió que se siguieran abandonando muchos niños, a modo de ejemplo en la madrugada de Nochebuena de 1933 se abandonaron seis niños de padres desconocidos en la inclusa de Madrid.
Alonso Muñoyerro  fue inspector jefe del cuerpo médico escolar siendo decano del cuerpo de médicos escolares y profesor agregado de la Escuela Nacional de Puericultura desde 1926.
Con su trabajo contribuyó al desarrollo de la especialidad de pediatría que hasta los albores del siglo XX no existía como tal y eran los médicos generales y los ginecólogos los que trataban las enfermedades infantiles.

## Congresos y Publicaciones
En 1923 se celebró el 2º congreso nacional de Pediatría en San Sebastián y junto con los congresistas Juan Bravo Frías y Andrés Martínez Vargas acudieron a la Casa Cuna de Fraisoro que era un centro modélico para introducir mejoras en otros centros del Estado.
EN 1925 fue representante español en el Congreso internacional del Niño en Ginebra y en el VI Congreso Internacional de Zúrich.
Presidió la Sección de Medicina Infantil en el III Congreso Nacional de Pediatría en Zaragoza 1925 y presidió el VIII Congreso Nacional de Pediatría, en 1952, en Barcelona.
Fue vicepresidente de la Sociedad de Pediatría de Madrid.
Las publicaciones más destacadas fueron: La transformación de las inclusas (1924); Protección social al niño ilegítimo, (1926); Profilaxis de las principales enfermedades infecciosas infantiles, Madrid, (1929) y posteriormente, La transformación de las inclusas de España: la realidad de la transformación de la de Madrid (1944).

## Homenajes y distinciones
Socio de honor de la Asociación Española de Pediatría, 1966.
Se hizo una Sesión Extraordinaria in memoriam en noviembre de 1971 en la Sociedad de Pediatría de Madrid.
Hay un parque público en la localidad de Navacerrada, Madrid, con el nombre de Dr Muñoyerro. Alonso Muñoyerro fue pionero de la hostelería en dicha localidad, y recomendaba estancias a sus clientes en dicha localidad por el aire puro de montaña.